# Toma di Gressoney
La Toma di Gressoney (in francese: Tomme de Gressoney, in lingua walser: Kesch in titsch e Chiesch in töitschu) è un formaggio da alpeggio (anche sopra i 2200 metri), quindi prodotto soltanto nei mesi estivi. È un P.A.T. della Valle d'Aosta ed è stata fino all'inizio degli anni 2000 un presidio Slow Food.

## Areale
I Comuni facenti parte della Valle del Lys, da Pont-Saint-Martin a Gressoney-La-Trinité inclusi.

## Descrizione del prodotto[5][6][4]
È una classica toma delle Alpi a pasta cruda modellata in forme leggermente più piccole e più alte di scalzo. La tecnica è quella tipica di un formaggio semigrasso: il latte crudo della sera è lasciato riposare per 24 ore e poi scremato per affioramento. Quello del mattino subisce una lieve scrematura dopo 12 ore di sosta e viene miscelato al precedente. Poi si riscalda a 35 °C, si aggiunge caglio liquido di vitello e si lascia coagulare. Si procede quindi alla rottura fine della cagliata che, una volta estratta, si colloca in fascere di legno e si sala, generalmente a secco.
La Toma di Gressoney ha forma tonda: l'altezza dello scalzo varia dai 5 ai 12 centimetri, il diametro delle facce va dai 15 ai 30 centimetri e il peso dai 2 ai 5 chilogrammi. La crosta lavata è liscia, leggermente untuosa e ha un colore che, a seconda della stagionatura, va dal rossiccio al grigio-marrone. La pasta è leggermente occhiata e di colore giallo paglierino.
Tenera è buona, ma diventa eccellente dopo un anno e, d'altra parte, la sua tecnica di lavorazione è quella tipica dei formaggi a lunga stagionatura. Tuttavia, per ragioni logistiche e di comodità, oggi si tende a venderla fresca. Vi è il tentativo di ritornare ad un affinamento prolungato, che era tradizionale nella valle.

## Qualità organolettiche
La Toma di Gressoney di almeno tre mesi ha buoni profumi di muschio e di fungo, in bocca sentori di pepe e vaniglia e un finale che ricorda il Parmigiano. La sua stagionatura ideale è molto lunga: anche un anno e mezzo.